# Benczik Vilmos
Benczik Vilmos (Szár, 1945. július 11. – Budapest, 2021. február 27.) magyar műfordító, nyelvész, könyvkiadó, eszperantista, professor emeritus.

## Életpályája
Munkahelyei:
1963–1969 között az ELTE BTK magyar-orosz szakos hallgatója volt. 1969–1970 között Nógrád megyében volt általános iskolai tanár. 1970–1971 között egy kelenföldi általános iskolában volt helyettes tanár. 1971–1973 között a budai II. Rákóczi Ferenc Gimnázium tanára. 1973–1976 között a TESCO (Nemzetközi Műszaki és Tudományos Együttműködési Iroda) nemzetközi diákotthonának a nevelőtanára volt. 1976–1977 között a Budapesti Tanítóképző Főiskola tanársegéde, 1978–1983 között adjunktusa, 1983–2003 között docense, 2003-tól 2013-ig (nyugalomba vonulásáig) főiskolai tanára. 
1963–1968: az ifjúsági eszperantó mozgalomban
1963-tól a Magyar Eszperantó Szövetség elnökségének tagja és ifjúsági bizottságának titkára. 1964-ben részt vesz a 20. Eszperantó Ifjúsági Világkongresszuson (Broek in Waterland, Hollandia), 1965-ben a bécsi Európai Eszperantó Konferencián. 1966-ban a Pécsett megrendezett 22. Eszperantó Ifjúsági Világkongresszus (1200 résztvevő, mintegy 50 országból) rendező bizottságának az elnöke, valamint a Budapesten megrendezett 51. Eszperantó Világkongresszus (3600 résztvevő, 68 országból) rendező bizottságának tagja.. 
1967-ben és 1968-ban Szakácsi Lajossal közösen sikeres eszperantó táncdalversenyeket rendeznek. Ezeken a versenyeken számos később sikeres táncdalénekes (Szécsi Pál, Máté Péter, Karda Beáta, Dékány Sarolta stb.) is részt vesz.
1968–1983: műfordítások spanyolból és portugálból, eszperantó nyelvű esszék, tanulmányok
A Nagyvilág című folyóirat 1963 októberében közli első írását, majd ezt követően számos műfordítását a spanyol és portugál nyelvű irodalmakból. Műfordítói és szerkesztői munkát végez az Európa Kiadó, a Magvető Könyvkiadó és a Kozmosz Könyvek számára is. Néhány név a fordított szerzők listájáról: Gabriel García Márquez, Mario Vargas Llosa, Jorge Luis Borges, Adolfo Bioy Casares, Juan Rulfo, Ana María Matute, Bernardo Santareno. Éveken át állandó munkatársa a Kuczka Péter által szerkesztett Galaktika című sci-fi magazinnak is.
Első eszperantó nyelvű műfordítása (Tóth Árpád: Ara-Szír király gyógyulása) 1963-ban jelent meg a Hungara Vivo című folyóiratban. Az eszperantó irodalom egyes alkotóiról (Stanislav Schulhof, Julio Baghy, Victor Sadler, Imre Baranyai stb.), valamint az eszperantó irodalom tanulmányozásának módszertani kérdéseiről szóló esszéi és tanulmányai többnyire a Norda Prismo című svédországi és a Sennacieca Revuo című párizsi folyóiratban láttak napvilágot. 1963 és 1980 között számos eszperantó nyelven írt költeménye, novellája és rövid egyfelvonásosa jelent meg, zömében a Norda Prismóban. Két rövid verse bekerült az évszázad eszperantó költészetének William Auld által szerkesztett Esperanta Antologio című antológiájába.
1974–1992: az eszperantóval kapcsolatos tevékenységek
1974-től munkájában az eszperantóval kapcsolatos tevékenységek kapnak hangsúlyt. 1976-ban beindítja a Magyar Eszperantó Szövetség könyvkiadását. Ennek keretében 1990-nel bezárólag 138 eszperantó nyelvű könyv jelent meg mintegy 350 ezer példányban – ez mennyiségileg felülmúlja az ezt megelőző magyarországi eszperantó nyelvű könyvkiadás teljesítményét. 1987-től magyar nyelvű könyveket is megjelentet az Eszperantó Szövetség kiadója: 1990-ig mintegy 30 könyv jelenik meg összesen közel 2 millió példányban. 
1977-től Gergely Mihálytól átveszi a Hungara Vivo című eszperantó nyelvű folyóirat szerkesztését. A korábban kizárólag magyar tematikájú lapot fokozatosan nemzetközi irodalmi fórummá fejlesztette, amelyben rendszeresen publikáltak az eszperantó világkultúra legjelesebb képviselői – nemzeti hovatartozástól függetlenül. A Hungara Vivót az 1980-as években többen a legendás Literatura Mondo utódjának tekintették.
1979-ben és 1984-ben Finnországba, 1980-ban és 1994-ben Japánba, 1985-ben és 1988-ban Kínába hívják meg több hetes eszperantó nyelvű előadókörútra.
1980-ban Studoj pri la esperanta literaturo címmel Japánban kiadják az eszperantó irodalomról írott tanulmánykötetét. Ez a könyv mind a mai napig az egyik leggyakrabban hivatkozott munka a témában
1982 és 1986 között vezető szerepe van a Budapesti Tavaszi Fesztivál keretében megrendezésre kerülő Nemzetközi Eszperantó Színházi Találkozók szervezésében. Ennek keretében (a külföldi: lengyel, bolgár, francia, szovjet stb. együttesek mellett) ismert magyar színművészek – többek között Berek Kati, Gera Zoltán, Pécsi Ildikó, Kertész Péter, Pathó István, Keres Emil, Ronyecz Mária, Jobba Gabi, Fülöp Zsigmond, Hacser Józsa, Tándor Lajos, Herczeg Csilla – lépnek fel eszperantó nyelven. Közülük néhányan – pl. Pécsi Ildikó és Jobba Gabi – önálló esttel is bemutatkoznak a nemzetközi közönségnek. A művészek nyelvi felkészítésében mintegy 10 budapesti eszperantistával együtt vesz részt.
Az 1983-ban Budapesten megrendezett 68. Eszperantó Világkongresszus (4834 résztvevő) rendező bizottságának kulturális és sajtótitkára.
1983-ban szerkesztésében jelenik meg a Corvina Kiadónál a Hungara Antologio, a magyar irodalom 448 oldalas eszperantó nyelvű antológiája. 1933-ban Kalocsay Kálmán szerkesztett ezen a címen magyar irodalmi antológiát.
1986–2002 között a rotterdami székhelyű Eszperantó Világszövetség irodalmi pályázati bíráló bizottságának elnöke volt. 
1990–1992 között a Magyarországi Eszperantó Szövetség elnöke.
Gyakori előadója volt az eszperantó világkongresszusok keretében megrendezett tudományos ülésszakoknak. Nyelvészeti és irodalmi témájú előadásokat tartott a következő városokban és időpontokban: Athén (1976), Várna (1978), Luzern (1979), Antwerpen (1982), Budapest (1983), Augsburg (1985), Varsó (1987), Rotterdam (1988), Szöul (1994), Berlin (1999), Tel-Aviv (2000), Zágráb (2001), Fortaleza [Brazília] (2002), Vilnius (2005), Havanna (2010). 
2016-ban az Eszperantó Világszövetség tiszteleti tagjává választja.
1990-től: munka a Trezor Kiadóban
1990-ben feleségével közösen családi vállalkozásként megalapítják magánkönyvkiadójukat, a Trezor Kiadót. A kiadó mindvégig 'kisipari' vállalkozás maradt, a munka érdemi részét a két alapító végezte. 
A Trezor Kiadó tevékenysége több fő területen bontakozott ki. Kezdetben főként általános iskolai nyelvtani és helyesírási gyakorlókönyveket jelentetett meg (többségük szerzője Cs. Nagy Lajos). Ezek összpéldányszáma az évek során elérte a másfél milliót.
1992-től haláláig Hegedüs Géza a Trezor Kiadónál jelentette meg szinte minden művét. A Trezor felkérésére írta meg Magyar századok címmel Magyarország történetét, amely német fordításban 1999-ben a frankfurti nemzetközi könyvvásáron Magyarország bemutatkozó kötete lett.
1998-tól a Trezor részt vállal a tudományos könyvkiadásban is: az ELTE Tanító- és Óvóképző Kara 48 kiadványát jelentette meg. A kiadó szerzői között van továbbá Adamikné Jászó Anna, Donáth Péter, Hangay Zoltán, Petőfi S. János, Szikszainé Nagy Irma és számos más neves nyelvész. E téren a Trezor legismertebb kötete az Adamikné Jászó Anna által szerkesztett kézikönyv, A magyar nyelv könyve (több kiadásban, összesen 40 ezer példány). 
A Magyartanítás című módszertani folyóirat 1992 és 2017 között a Trezor Kiadó gondozásában jelent meg, Adamikné Jászó Anna szerkesztésében. 
1996–2004 között a Tankönyves Vállalkozók Országos Testülete etikai bizottságának elnöke volt.
1998-tól: nyelvészeti, kommunikációelméleti tudományos munkásság
Kibontakozó tudományos munkássága során a szemiotika, a kommunikációelmélet, a nyelvfilozófia, a nyelvtudomány, a stilisztika és az irodalomelmélet határvidékének témáit vizsgálja. Kiemelt figyelmet szentel a szóbeliség–írásbeliség paradigmának s általában a kommunikációs technológiák és a nyelvi közlés kölcsönhatásának. A témáról számos tanulmányt és három könyvet publikált.
2001-ben az Eszperantó Akadémia tagjává választotta. 2007-ben habilitált a Pécsi Tudományegyetemen. Az ELTE Szenátusa 2018-ban professor emeritus címet adományozott számára.
Elhunyt 2021. február 27-én, Budapesten, otthonában.

## Családja
Szülei Benczik László és Klauser Anna voltak. 1966-ban házasságot kötött Farkas Máriával. Két lányuk született: Judit (1968) és Mónika (1979).

## Művei
- Libro de romanoj (1979)
- Studoj pri la esperanta literaturo (1980)
- Szépirodalmi szövegek szintetikus olvasása idegen nyelven (1995)[4]
- Nyelv, írás, irodalom – kommunikációelméleti megközelítésben (2001)[5]
- Jel, hang, írás. Adalékok a nyelv medialitásának kérdéséhez (2006)[6]
- Pri la natureco kaj artefariteco de lingvoj kaj aliaj studoj (2016)[7]

### Fontosabb szerkesztések
- Ibéria. Irodalmi és politikai antológia (1974)
- Eszperantó Magazin Évkönyve '74 (1974)
- Arabok. Irodalmi és politikai antológia (1976)
- Ady, Endre: La morto de la ĉielarko. Elektitaj poemoj kaj artikoloj (1977)[8]
- A bölömbikák éjszakája. Gabriel García Márquez válogatott elbeszélései (1977)
- Világ és Nyelv Évkönyve '78 (1978)
- Baza literatura krestomatio (1979, 1982, 1986, 2019)[9]
- Kalocsay, Kálmán: Tutmonda Sonoro 1-2. Poezia antologio en Esperanto tradukita el 30 lingvoj (1981)[10]
- Hungara antologio (1983)
- Bukedo el la hungara poezio.[Magyar költészeti antológia két nagyalakú hanglemezen] = Budapest: Hungaroton, 1985. SLPX13955-56
- József, Attila: Urboranda nokto. Elektitaj poemoj (1986)
- Bárczi Géza: A nemzetközi nyelvről (1987)
- Deme László: Nyelveink jövője és jövőnk nyelve (1990)
- Lingva arto. Jubilea libro omaĝe al William Auld kaj Marjorie Boulton (1999)

### Fontosabb műfordítások
- Gabriel García Márquez: Hihetetlen és szomorú történet az ártatlan Eréndiráról és lelketlen nagyanyjáról (La increible y triste historia de la cándida Eréndira y de su abuela desalmada, kisregény) (1973, 1977, 1992, 2006)
- Mario Vargas Llosa: A Zöld Palota (La casa verde, regény) (1974, 2005)
- Gabriel García Márquez: Baljós óra (La mala hora, regény) (1975, 1997, 2004, 2005, 2017)
- Bernardo Santareno: Martinho atya vétke (A traição do padre Martinho, dráma) (1980)
- Adolfo Bioy Casares: Morel találmánya (La invención de Morel, kisregény) (1981, 1985)
- Gáll István: Obsedita de l' suno (A napimádó, regény) (1986)

Munkáinak bővebb listája megtalálható a Magyar Tudományos Művek Tárában.

## Díjai
- Szocialista Kultúráért (1983)
- Magyar Felsőoktatásért Emlékplakett (2007)
- ELTE Pro Universitate, arany fokozat (2013)